# David Gautier
Pour l’article homonyme, voir Gautier.
David Gautier, né le 8 janvier 1980 à Cholet, est un joueur et entraîneur français de basket-ball.

## Biographie
Grand espoir du basket-ball français, il intègre les rangs professionnels de Cholet à sa sortie du Centre fédéral en 1998. Il devient international A et on parle de lui pour aller en NBA. Il connait des blessures importantes qui l'empêchent de confirmer son potentiel et arrête sa carrière professionnelle en 2007 par une saison à Gravelines.
Il passe le diplôme d'entraîneur et s'occupe des équipes de jeunes de Cholet ainsi que des minimes France de l'ABC (Angers basket club). 
Avant-dernier du classement de la Ligue féminine de basket 2016-2017, Angers perd début décembre 2016 face à la lanterne rouge Tarbes, ce qui précipite l'éviction de David Girandière en fonction depuis 2009 et son remplacement par David Gautier. En avril 2019, il est prolongé pour deux ans. Il gagne la LF2 avec Angers lors de la saison 2020-2021 ce qui permet à l'équipe d'être promue en LFB. La saison 2021-2022 de son équipe est elle aussi réussie puisque le club angevin se classe 7e de saison régulière et accède donc aux plays-offs. 
Après six saisons à la tête de l'UFAB et bien qu'il lui restait une année de contrat, l'ASVEL annonce la signature de David Gautier pour deux saisons, à partir de la saison 2022-2023,,. Il remporte avec la première compétition européenne de l'histoire du club, l'Eurocoupe 2023, et le titre de champion de France 2023.

## Club
- 1998-2001 :  Cholet (Pro A)
- 2001-2004 :  Strasbourg (Pro A)
- 2004-2006 :  Cholet (Pro A)
- 2006-2007 :  Gravelines (Pro A)

## Palmarès
- Vainqueur de la Coupe de France 1999
- All-Star 2001, 2002, 2003
- Vainqueur de la coupe de l'Anjou 2011